# Паркоп, Пауэс
Пауэс Паркоп (англ. Powes Parkop; род. 18 февраля 1962, Манус) — государственный и политический деятель Папуа — Новая Гвинеи из провинции Манус.

## Биография
Бывший преподаватель права в Университете Папуа — Новой Гвинеи, является действующим губернатором Порт-Морсби и Национального столичного округа, занимает третий срок подряд. В июле 2007 года был избран в Национальный парламент Папуа — Новой Гвинеи. В сентябре 2012 года был переизбран. В 2017 году снова был избран губернатором на третий срок.
В июне 2010 года основал Социал-демократическую партию.